# Biograd (Nevesinje)
Pour l’article homonyme, voir Biograd na Moru.
Biograd (en serbe cyrillique : Биоград) est un village de Bosnie-Herzégovine. Il est situé dans la municipalité de Nevesinje et dans la république serbe de Bosnie. Selon les premiers résultats du recensement bosnien de 2013, il compte 536 habitants.

## Démographie

### Évolution historique de la population dans la localité
| 1948 | 1953 | 1961 | 1971 | 1981 | 1991 | 2013 |
| ---- | ---- | ---- | ---- | ---- | ---- | ---- |
| 995  | -    | 961  | 822  | 707  | 507  | 536  |

|  |